# Rangárþing eystra
Rangárþing eystra è un comune islandese della regione di Suðurland, tra Eystri Rangá a ovest e Jökulsá á Sólheimasandi a est. I più grandi insediamenti sono Skógar e Hvolsvöllur.